# Коммунистическая партия Западной Белоруссии
Коммунисти́ческая па́ртия За́падной Белоруссии (бел. Камуністычная партыя Заходняй Беларусі, пол. Komunistyczna Partia Zachodniej Białorusi) — коммунистическая партия, существовавшая в 1923—1938 годах на территории Западной Белоруссии в составе Польской республики.

## История

### Основание партии
Учредительная конференция КПЗБ состоялась в октябре 1923 года в Вильно. В ней участвовали представители партийных округов Западной Белоруссии — Белостокского, Брестского и Виленского, а также представители Коммунистической партии Польши. Был избран Центральный комитет и секретари ЦК — Иосиф Логинович (Павел Корчик), Стефан Мертенс (Скульский), С. Миллер (Шлемка) и А. Кончевский (Владек). В 1924 году был создан Коммунистический союз молодёжи Западной Белоруссии (КСМЗБ), секретарем которого стала Вера Хоружая.
Партия выступала за осуществление социалистической революции в Польше, за право на самоопределение для Западной Белоруссии, за объединение всех белорусских земель в единую Белорусскую советскую республику, за ликвидацию помещичьего землевладения и передачу земли крестьянам без выкупа.

### Партизанское движение
В 1921—1925 годах в Западной Белоруссии действовало партизанское движение, направленное против польских властей. Партизаны громили полицейские участки, жгли помещичьи имения, осадницкие хутора. К 1923 году общая численность партизан составила около 6 тысяч. В числе наиболее известных руководителей партизанских отрядов и групп были Кирилл Орловский, Станислав Ваупшасов, Василий Корж, Александр Рабцевич, Филипп Яблонский и др. Наиболее влиятельными организациями в этом движении были КПЗБ и Белорусская партия социалистов-революционеров (БПСР). В декабре 1923 года в компартию влилась Белорусская революционная организация (БРО), выделившаяся из левого крыла БПСР в июле 1922 года. Объединению способствовала близость социальной программы КПЗБ и БРО. Обе организации выступали за конфискацию помещичьей земли и передачу её без выкупа крестьянам, за 8-часовой рабочий день и за объединение всех белорусских земель в рабоче-крестьянскую республику.
КПЗБ действовала в условиях глубокого подполья. К началу 1930-х годов она насчитывала 4000 человек. Кроме того, около 3000 членов партии постоянно находились в тюрьмах. Начиная с 1924 года в Западной Белоруссии постоянно функционировала организация содействия революционерам «Красная помощь».
На территории Западной Белоруссии действовало 7 окружных и 60 районных комитетов КПЗБ. ЦК КПЗБ издавал газеты «Чырвоны сцяг», «Партработник», журнал «Большевик» и др. на белорусском языке. На польском языке издавались газеты «Куймы бронь», «До вальки», на еврейском — «Ройтэ фон».
К 1925 году партизанское движение пошло на спад. Одной из причин был террор польского правительства. В апреле 1925 года в одном из воеводств «было арестовано 1400 подпольщиков, партизан и их помощников». С другой стороны, действия западнобелорусских партизан не были увязаны с деятельностью Польской компартии. В мае-июне того же года руководство КПЗБ решает отказаться от партизанской тактики, а партизанские отряды расформировываются.

### Грамада
В ноябре 1922 года в Польше состоялись парламентские выборы. Блок национальных меньшинств (БНМ, Blok Mniejszości Narodowych) получил на них 87 мест в Сейме и 25 мест в Сенате, став второй по количеству мест политической партией после Народно-национального союза (Związek Ludowo-Narodowy). В составе БНМ в Сейм и Сенат прошли соответственно 11 и 3 депутата-белоруса, создавшие в Сейме свою фракцию — Белорусский посольский клуб (БПК). В июне 1925 года левая фракция БПК, и в её числе Бронислав Тарашкевич, стала инициатором создания Белорусской крестьянско-рабочей громады. Громада в короткий срок выросла в самую крупную революционно-демократическую организацию в Европе. Насчитывая, по различным оценкам, от 100 до 150 тысяч членов, она к началу 1927 года фактически установила контроль над многими районами края.
Компартия Западной Белоруссии играла в Громаде очень важную роль. Центральный орган Громады газету «Беларуская ніва» фактически редактировал член КПЗБ Янка Бобрович. Принятая в мае 1926 года программа Громады требовала конфискации помещичьих земель и раздела их между безземельными крестьянами, создания рабоче-крестьянского правительства и установления демократических свобод, самоопределения Западной Беларуси и т. д.
В ночь с 14 на 15 января 1927 года начались массовые обыски и аресты. Без согласия сейма были арестованы руководители Громады — депутаты Бронислав Тарашкевич, Симон Рак-Михайловский, Павел Волошин и др. 21 марта Громада была запрещена.

### По линии Коминтерна
В начале 1930-х годов КПП и КПЗБ действуют согласно линии «третьего периода» Коминтерна, а со второй половины 1930-х годов переходят к тактике народных фронтов. Второй съезд КПЗБ в мае 1935 года определил условия создания народного фронта: отмена реакционной конституции, установление демократических свобод, бесплатное наделение крестьян землей, введение 8-часового рабочего дня и ликвидация концлагеря в Берёзе-Картузской. В 1936 году компартия заключает соглашение о совместных действиях с организацией «Белорусская христианская демократия».
Одновременно с этим разворачивались репрессии в Советском Союзе, которые коснулись в том числе и членов западнобелорусской компартии. В августе 1938 года по решению Исполкома Коминтерна Коммунистическая партия Польши и её автономные организации — Коммунистические партии Западной Украины и Западной Белоруссии — были распущены.
В 1940 году некоторые члены КПЗБ были приняты в ряды КП(б)Б.